# Pljučna lina
Pljučna lina ali pljučni hilus je špranja na medialni ploskvi pljuč, skozi katero potekajo pljučne in bronhialne arterije ter vene, glavna sapnica, mezgovnice in vegetativni živci. Gre za klinasto oblikovano špranjo, v katero vstopajo in izstopajo omenjene strukture, ki se s skupnim izrazom imenujejo pljučni koren in jih obdajata rahlo areolarno vezivo in poprsnica.